# Bernard Orcel
Bernard Orcel (Huez, 2 aprile 1945) è un ex sciatore alpino francese.

## Biografia
Orcel, sciatore polivalente con maggior propensione alle gare veloci originario dell'Alpe d'Huez, debuttò in campo internazionale in occasione del 28º trofeo Arlberg-Kandahar, il 9 marzo 1963 sulla pista La Verte des Houches di Chamonix in discesa libera (9º); ai Mondiali di Portillo 1966, sua prima presenza iridata, si classificò 6º nella medesima specialità. Dopo essersi piazzato 2º nella discesa libera del Critérium de la première neige 1966, il 18 dicembre a Val-d'Isère, in Coppa del Mondo esordì il 14 gennaio 1967 nella discesa libera della Lauberhorn a Wengen (9º) e il 3 marzo successivo sulla Kandahar Banchetta di Sestriere salì per la prima volta sul podio, giungendo 2º nella medesima specialità dietro al connazionale Jean-Claude Killy.
Ai X Giochi olimpici invernali di Grenoble 1968, sua prima presenza olimpica, si classificò 8º nella discesa libera e non concluse lo slalom gigante; il 24 febbraio dello stesso anno sulle nevi di casa di Chamonix conquistò l'unica vittoria di carriera in Coppa del Mondo, sempre in discesa libera, e ai Mondiali di Val Gardena 1970 si piazzò 37º nella medesima specialità. In Coppa del Mondo si aggiudicò l'ultimo podio il 29 gennaio 1971 a Megève in discesa libera (2º alle spalle dello svizzero Jean-Daniel Dätwyler) e l'ultimo piazzamento a punti il 12 dicembre dello stesso anno a Val-d'Isère nella medesima specialità (10º); ai successivi XI Giochi olimpici invernali di Sapporo 1972, sua ultima presenza olimpica, si classificò 16º nella discesa libera.
Prese per l'ultima volta il via in Coppa del Mondo il 3 febbraio 1973 a Sankt Anton am Arlberg in discesa libera (20º);  la sua carriera agonistica si interruppe in quello stesso 1973, quando partecipò alla contestazione contro i responsabili tecnici della nazionale francese assieme ad altri atleti di primo piano della squadra maschile e la Federazione sciistica della Francia reagì mettendoli fuori squadra.

## Palmarès

### Coppa del Mondo
- Miglior piazzamento in classifica generale: 9º nel 1971
- 7 podi (6 in discesa libera, 1 in slalom gigante):
  - 1 vittoria (in discesa libera)
  - 6 secondi posti

#### Coppa del Mondo - vittorie
| Data             | Località | Paese   | Specialità |
| ---------------- | -------- | ------- | ---------- |
| 24 febbraio 1968 | Chamonix | Francia | DH         |

Legenda:

DH = discesa libera